# Robin Canup
Robin M. Canup (née le 20 novembre 1968) est une astrophysicienne américaine. Son principal domaine de recherche concerne les origines des planètes et des satellites. En 2003, Canup a reçu le prix Harold Clayton Urey. En avril 2022, Canup a présenté les résultats de la Planetary Science Decadal Survey en tant que co-présidente du comité directeur de l'enquête avec Phil Christensen (en).

## Biographie
Elle a obtenu sa licence à l'université Duke et son doctorat à l'université du Colorado à Boulder.
Canup est connue pour ses recherches basées sur l'hypothèse de l'impact géant, utilisant une modélisation intensive pour simuler le déroulement des collisions planétaires,,,. En 2012, Canup a publié pour la première fois un raffinement de l'hypothèse de l'impact géant, arguant que la Lune et la Terre se sont formées en une série d'étapes qui ont commencé par une collision massive de deux corps planétaires, chacun plus grand que Mars, qui sont ensuite entrés en collision à nouveau pour former ce que nous appelons aujourd'hui la Terre. Après la nouvelle collision, la Terre a été entourée d'un disque de débris qui s'est combinée pour former la Lune. Elle a écrit un livre sur l'origine de la Terre et de la Lune. Canup a également publié des recherches décrivant une origine d'impact géant pour Pluton et Charon.
Canup est une danseuse de ballet accomplie et a dansé le rôle principal de Coppélia au Boulder Ballet une semaine après avoir terminé sa thèse.

## Œuvres sélectionnées
- Robin M. Canup et Kevin Righter, Origin of the Earth and Moon, Tucson : Houston, University of Arizona Press, 1er novembre 2000 (ISBN 978-0-8165-2073-2)
- Conseil de recherche nationale, Defending Planet Earth:: Near-Earth Object Surveys and Hazard Mitigation Strategies, National Academies Press, 2010 (ISBN 9780309149686)
- Robin M. Canup, Kevin Righter, Nicolas Dauphas et al., « Origin of the Moon », Reviews in Mineralogy and Geochemistry, vol. 89, no 1,‎ décembre 2023 (lire en ligne)